# 图库姆斯-叶尔加瓦铁路
图库姆斯-叶尔加瓦铁路是一条长56（35英里），轨距为1,524毫米（5英尺）的铁路。该铁路线建于20世纪，用于连接图库姆斯和叶尔加瓦。